# Henry Cullen
Henry Cullen, besser bekannt unter seinem Künstlernamen D.A.V.E. The Drummer, ist ein englischer DJ, Produzent und Labelbetreiber aus Ashford. Er veröffentlichte auch unter anderen Pseudonymen wie Strobe, CO-AX oder Secret Hero.
Cullen ist ein klassischer Vertreter der britischen Techno- und Acid-Musik und hat über 200 Vinylschallplatten veröffentlicht.
Er arbeitete zusammen mit renommierten Produzenten wie Chris Liberator, Pounding Grooves, John Truelove, Kris Needs, Marco Lenzi, Nils Hess oder Anderson Noise. Bekannte Künstler wie The Orb, Mellow Trax, Alex Calver, DJ Emerson, The Geezer, Chris Liberator oder Eric Sneo beauftragten Cullen, Remixe für sie anzufertigen.
Cullen ist der Besitzer der Labels Hydraulix (gegründet 1998), Apex (gegründet 2002) und Mutate to survive (gegründet 2007). Er veröffentlichte auch auf zahlreichen anderen Labels wie GoodFellas, Bound, Smitten, Eukatech, Routemaster, Havok, Maximum/Minimum, Yolk, 4x4, Superconductor, Kiddaz.fm, Beatdisaster, Global AMBition, Fresh Grind, TechnoPassion oder Cluster.